# ويكيبيديا الأستورية
ويكيبيديا الأستورية (الأستورية:Wikipedia n'asturianu) هي النسخة الأستورية من موسوعة ويكيبيديا.

## التاريخ
بعد تأسيسها في يوليو 2004، وصلت ويكيبيديا الأسترية إلى 1000 مقال في 1 سبتمبر 2004.
في عام 2015 ، مُنحت ويكيبيديا جائزة أميرة أستورياس الإسبانية للتعاون الدولي. أشاد جيمي ويلز بعمل مستخدمي ويكيبيديا الأستورية متحدثًا في البرلمان الأستري في أبيط، المدينة التي استضافت حفل توزيع الجوائز. ليلة الحفل، عقد أعضاء من مؤسسة ويكيميديا لقاء مع ويكيبيديين من جميع أنحاء إسبانيا، بما في ذلك المجتمع المحلي الأستوري.

## الإحصائيات
| عدد المستخدمين المسجلين | عدد المستخدمين النشيطين | عدد المقالات | صفحات المحتوى | عدد التعديلات | عدد الملفات المرفوعة | عدد الإداريين |
| ----------------------- | ----------------------- | ------------ | ------------- | ------------- | -------------------- | ------------- |
| 133٬862                 | 109                     | 137٬288      | 243٬974       | 4٬363٬033     | 0                    | 7             |

## معرض صور

شعار ويكيبيديا الأسترية القديم
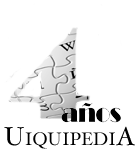
شعار 4 سنوات (2008)
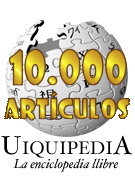
إنشاء المقالة رقم 10000 في 20 نوفمبر 2007
شعار ذكرى إنشاء المقالة رقم 50000
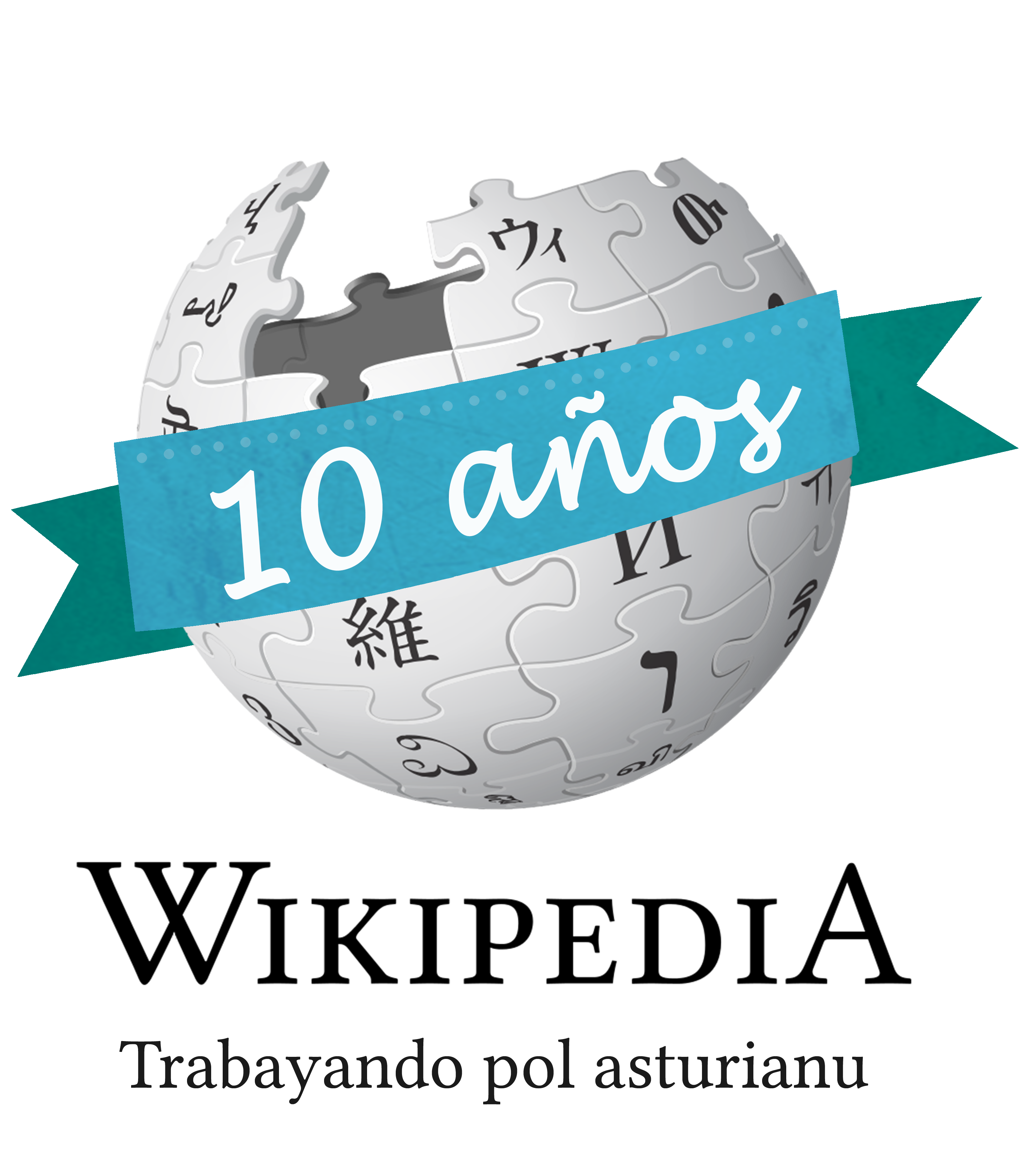
شعار 10 سنوات (صيف 2014)